# Сентер-Пойнт (Алабама)
Сентер-Пойнт (англ. Center Point) — город в округе Джефферсон в американском штате Алабама. По данным переписи населения США 2020 года, численность населения составляла 16 406 человек.

## Население
| 2010   | 2020    |
| ------ | ------- |
| 16 921 | ↘16 406 |